# 柯特·斯特恩
柯特·斯特恩（英語：Curt Stern，1902年8月30日—1981年10月23日）是一位德国犹太裔美国遗传学家，曾在黑腹果蝇中发现了同源染色體互換，1951和1962年两次获得古根海姆奖，1963年获金伯遗传学奖，1974年获威廉·艾伦奖，美国人类遗传学学会（ASHG）颁发的柯特·斯特恩奖以其名字命名。